# Kristina Adolphson
Kristina Margareta Adolphson, tidigare Adolphson Josephson, född 2 september 1937 i Stockholm, är en svensk skådespelare. Hon är dotter till Edvin Adolphson och Mildred Folkestad samt syster till Olle Adolphson.
Kristina Adolphson studerade 1954–1955 vid Gösta Terserus teaterskola och 1955–1958 vid Dramatens elevskola. Hon har varit engagerad 1963–1964 vid TV-teaterns ensemble och sedan 1958 vid Dramaten. Hon är kanske mest känd för rollen som läraren Katarina i TV-serien Lära för livet (1977).
Adolphson är en framstående Strindbergtolkare. Hon har främst inriktat sig på klassisk repertoar, men har även gjort mer folkliga roller. Hon erhöll Litteris et Artibus 1997.
Hon var gift med skådespelaren Erland Josephson 1959–1989. De fick barnen Ludvig (född 1963) och Fanny (född 1967), som är verksamma på teaterns respektive filmens område.

## Filmografi i urval
- 1951 – Hon dansade en sommar
- 1953 – Vingslag i natten
- 1954 – Skattefria Andersson
- 1955 – Danssalongen
- 1955 – Enhörningen
- 1956 – Sceningång
- 1956 – Där möllorna gå...
- 1956 – Blånande hav
- 1958 – Nära livet
- 1960 – Djävulens öga
- 1961 – Lustgården
- 1961 – Pongo och de 101 dalmatinerna (röst)[4]
- 1964 – Henrik IV
- 1975 – Från A till Ö (TV-serie)
- 1976 – Ansikte mot ansikte
- 1977 – Lära för livet (TV-serie)
- 1980 – Marmeladupproret
- 1981 – Du måste förstå att jag älskar Fantomen
- 1982 – Fanny och Alexander
- 1983 – Farmor och vår Herre (TV-serie)
- 2002 – Askungen II – Drömmen slår in (röst som styvmodern)
- 2007 – Kashmir på kredit (berättarröst)

## Teater

### Roller (ej komplett)
| År   | Roll                                                | Produktion                                                                       | Regi             | Teater   |
| ---- | --------------------------------------------------- | -------------------------------------------------------------------------------- | ---------------- | -------- |
| 1961 | Masja                                               | Måsen (Чайка, Tjajka) Anton Tjechov                                              | Ingmar Bergman   | Dramaten |
| 1961 | Maria                                               | Yerma Federico García Lorca                                                      | Bengt Ekerot     | Dramaten |
| 1963 | Rose                                                | Sagan Hjalmar Bergman                                                            | Ingmar Bergman   | Dramaten |
| 1965 | Donna Elvira                                        | Don Juan (Dom Juan ou Le Festin de pierre) Molière                               | Ingmar Bergman   | Dramaten |
| 1966 | Medverkande                                         | I afton improviserar vi (Questa sera se recita a soggetto) Luigi Pirandello      | Mimi Pollak      | Dramaten |
| 1969 | Irina Sergejevna Prozorova                          | Tre systrar (Три сeстры, Tri sestry) Anton Tjechov                               | Keve Hjelm       | Dramaten |
| 1970 | Frun, Färgarns hustru                               | Brända tomten August Strindberg                                                  | Alf Sjöberg      | Dramaten |
| 1979 | Kristina Agreus                                     | Mannen på trottoaren Per Olov Enquist och Anders Ehnmark                         | Staffan Roos     | Dramaten |
| 1983 | Polina                                              | Måsen (Чайка, Tjajka) Anton Tjechov                                              | Gunnel Lindblom  | Dramaten |
| 1988 | Fru Peachum                                         | Tolvskillingsoperan (Die Dreigroschenoper) Bertolt Brecht och Kurt Weill         | Peter Langdal    | Dramaten |
| 1988 | Annusjka Semplejarovs hustru Karauline Sign. Tofana | Mästaren och Margarita (Мастер и Маргарита, Master i Margarita) Michail Bulgakov | Jurij Ljubimov   | Dramaten |
| 1991 | Säterjäntan Tove Kari Tårarna                       | Peer Gynt Henrik Ibsen                                                           | Ingmar Bergman   | Dramaten |
| 2003 | Lova                                                | Farmor och vår Herre Hjalmar Bergman                                             | Christian Tomner | Dramaten |
| 2008 | Vojnitskaja                                         | Onkel Vanja (Дядя Ваня, Djadja Vanja) Anton Tjechov                              | Hilda Hellwig    | Dramaten |